# Psychanalyse hors cure
La psychanalyse hors cure est une expression relativement récente adoptée par un certain nombre de psychanalystes français ». Elle repose la question de la psychanalyse appliquée (angewandte Psychoanalyse) hors la cure thérapeutique classique dans le cadre d'interactions de la psychanalyse avec d'autres disciplines du champ culturel.

## Problématique
Lors des débats de la Société du mercredi, puis de la Société psychanalytique de Vienne, Freud et les premiers psychanalystes  abordaient une multiplicité de sujets parmi lesquels il s'avère que la clinique était loin d'être le sujet majoritaire .  
La psychanalyse appliquée « hors cure » pose un problème de définition, notamment quand la  méthode psychanalytique s'applique à d'autres domaines que la clinique: la littérature, l'art, et les processus culturels en général. Elle soulève la question corollaire de « l'écriture de la psychanalyse ».
La psychanalyse appliquée hors cure évolue de plus en plus aujourd'hui, y compris dans sa désignation, vers une interdisciplinarité où la psychanalyse se trouve en « interaction » avec d'autres champs du savoir  .
Sur la question de la terminologie, Guy Rosolato explique comment pour sa part, « après différentes suggestions, à la suite de Laplanche, comme [psychanalyse] “transportée” ou “exportée”, “extra-muros”, ou “hors cure” », après avoir lui-même proposé « en extension » et « psyché-analyse », il en est venu à préférer « psychanalyse exploratrice ».
Jean Laplanche situe le problème de la psychanalyse appliquée hors cure par rapport à la « situation analytique » référentielle de la cure en ces termes :

« […] très vite, va se présenter le problème de « l'analyse hors de l'analyse », hors de la cure : la psychanalyse dite « appliquée ». En quoi, dans la psychanalyse appliquée, existe-t-il encore quelque chose qui peut ressembler à une analyse? Et si dans la psychanalyse appliquée il ne reste plus guère ou plus rien de la situation analytique, quelle est sa légitimité? C'est, là aussi, un débat fondamental, avec des réponses tout à fait différentes. »

— Jean Laplanche, « La psychanalyse en extension » dans Problématiques V Le baquet — Transcendance du transfert, 1987, p. 11

## Lieux et interactions de la psychanalyse hors de la cure
La question que pose la psychanalyse dite « hors cure » prolonge celle de l'ancienne « psychanalyse appliquée » qu'elle interroge plus avant dans le champ culturel.
Cependant, même si « la question n'est pas simple », la perspective des auteurs de textes psychanalytiques en interaction  avec d'autres champs du savoir est en train de changer. La référence a contrario à la seule cure pour la définition du « hors cure » s'éloigne en faveur d'une parité interdisciplinaire plus reconnue:

« Le terme "application de la psychanalyse" semble donc peu approprié si on considère que pour Freud, comme pour de nombreux psychanalystes comme Karl Abraham, Otto Rank, Wilhelm Stekel, Max Graf, Theodor Reik, Fritz Wittels, il s'agissait non de démontrer l'extension de la méthode psychanalytique hors de la cure (cf. l'expression proposée par Jean Laplanche: "la psychanalyse hors les murs"), mais de développer les hypothèses mêmes de cette méthode dans un champ de recherche qui n'était pas la cure. »

— S. de Mijolla-Mellor, Dictionnaire international de la psychanalyse

### Écriture de la psychanalyse
En interrogeant celle de la psychanalyse appliquée au sens freudien, la question de la  « psychanalyse hors cure » se posait déjà avant la mise en place de cette appellation d'ensemble du « hors cure » reprise après coup dans plusieurs milieux psychanalytiques français aussi bien d'obédience lacanienne que non. Dans les années 1970, elle se relie à la problématique de « l'écriture de la psychanalyse », dont discutent par rapport à la littérature des psychanalystes  comme J.-B. Pontalis, Michel de M'Uzan, André Green et d'autres auteurs non psychanalystes cliniciens mais reliés à la psychanalyse, ne serait-ce qu'en tant que patients parfois devenus célèbres comme Georges Perec.
À la fin des années 1970 en effet, dans un « échange de vues » sur le thème « Écrire la psychanalyse », à J.-B. Pontalis qui émet et développe l'idée que « L'espace littéraire n'est pas très éloigné de l'espace analytique », puis en continuant son « petit survol historique », après avoir évoqué un « deuxième temps où la psychanalyse devenue savante, renie son lien originel avec la littérature », et abordé enfin « un troisième, dans lequel nous sommes, au moins en France » où  « de leur côté, de nombreux psychanalystes  — on aime ou on n'aime pas — font de la littérature », Michel de M'Uzan rétorque : « Je dirais plutôt qu'ils font “dans” la littérature… »
La psychanalyse s'écrit toujours « hors divan » et après-coup quand il s'agit pour l'analyste de rapporter une « histoire de cas » ou de présenter une « vignette clinique », ainsi que l'explique André Green, on est toujours en 1977, dans son texte intitulé « Transcription d'origine inconnue — L'écriture du psychanalyste : critique du témoignage ». Il y observe en effet à propos de ce qu'il nomme « l'absence analytique » que  « Dans la situation analytique, l'analysant voit s'épanouir le transfert par la présence-absence de l'analyste ». Tandis que : « Dans l'écriture analytique, le rapport s'inverse. Si l'on admet que l'on écrit toujours en référence à la pratique analytique, le mouvement d'écrire est toujours celui où l'analysant est absent ». Dans les années 1980, à propos de la psychanalyse appliquée André Green aura eu cette heureuse formule, souvent reprise depuis, du psychanalyste hors cure comme « analysé du texte »: la « critique psychanalytique est peut-être pour l'analyste — avec sa pratique — le moyen par lequel il poursuit son auto-analyse », explique-t-il . 
En 2010, Michel Schneider, à la rubrique « L'écrivain psychanalyste » dans un numéro de la R.F.P. sur Écrire la psychanalyse — dont l'argument reprend celui du numéro 16 de la Nouvelle revue de psychanalyse en 1977, intitule son article « Le psychanalyste appliqué ».

### Littérature et psychanalyse

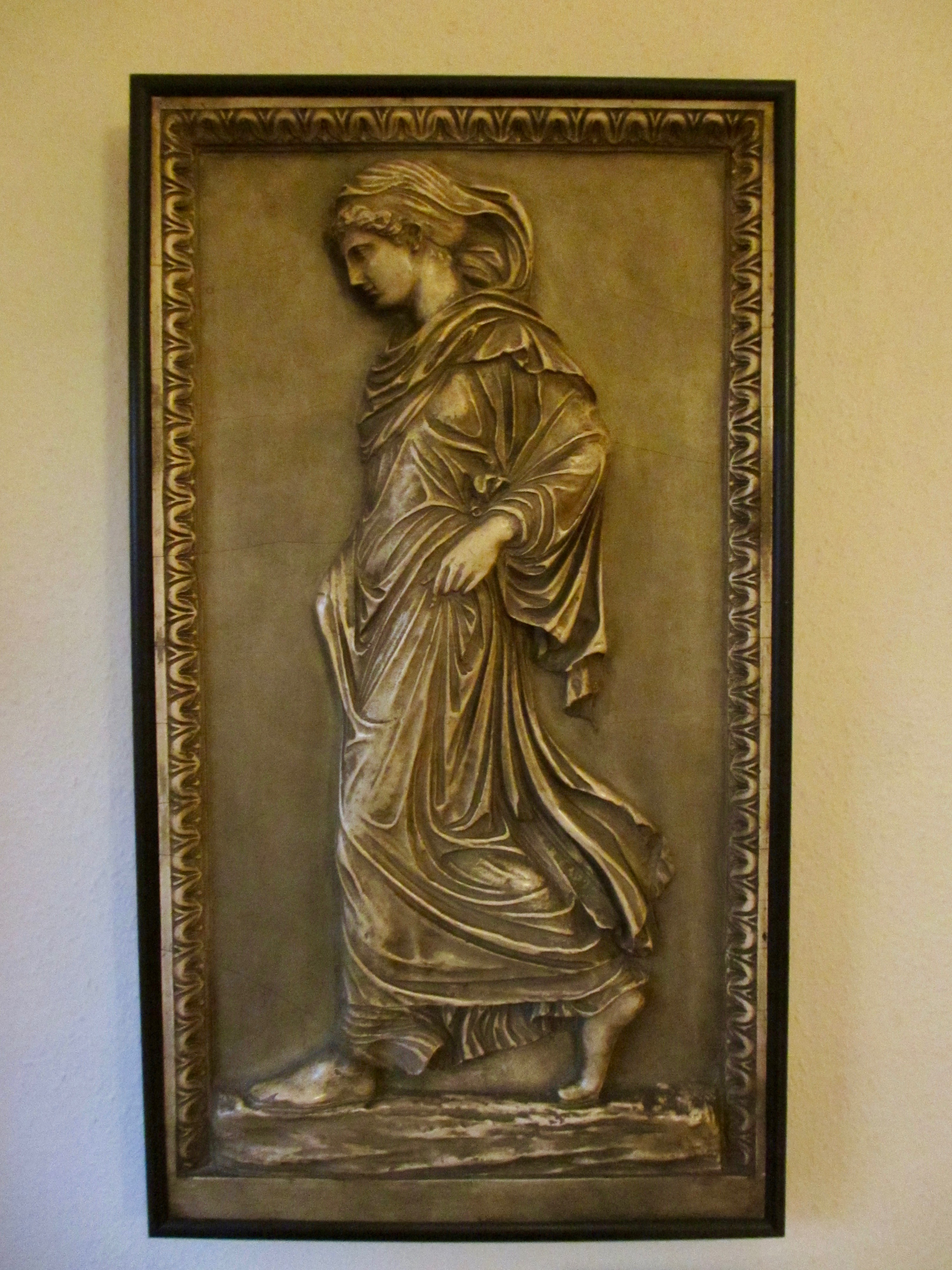
La Gradiva, Freud Museum (London)

Les textes de Freud et de ses successeurs sur la littérature sont nombreux. L'écrit modèle de Freud en psychanalyse appliquée à la littérature est celui sur La Gradiva de Jensen (1907). Si l'on se réfère au volume VIII des OCF.P (1906-1908), c'est justement en 1907 qu'apparaît la notion traduite en français par « psychanalyse appliquée » avec, cette année-là, l' « Annonce des Schriften zur angewandten Seelenkunde » par le directeur de publication « dans le premier cahier des « Écrits de psychologie appliquée », où fut publié Le délire et les rêves dans la « Gradiva » de W. Jensen  » de Freud. 
Plusieurs titres d'ouvrages indiquent aujourd'hui le changement de perspective par rapport au temps de Freud où celui-ci appliquait d'une manière magistrale la psychanalyse à la Gradiva de Jensen : par rapport à l'étude de Jean Bellemin-Noël, Psychanalyse et littérature (1978), auquel Paul-Laurent Assoun rend d'ailleurs hommage, ce dernier inverse les termes et intitule son propre ouvrage: Littérature et psychanalyse (2014). Dans la mesure où la psychanalyse appliquée hors le cadre de la cure psychanalytique classique suppose dans le rapport qui en est fait son écriture « hors cure », elle se trouve interrogée d'une manière exemplaire dans le champ de son application à la littérature. « La conjonction "psychanalyse/littérature" suppose qu'il existe une "psychanalyse appliquée" [..] observe Paul-Laurent Assoun dans son ouvrage Littérature et psychanalyse - Freud et la création littéraire . Ce psychanalyste considère que la « psychanalyse appliquée » a pris aujourd'hui une « connotation péjorative », alors que « le terme désigne chez Freud tout autre chose qu'une “grille” qu'il s'agirait de “plaquer” sur le premier “objet” venu ». Dans son « enquête sur l'origine freudienne de la conjonction  psychanalyse et littérature », Assoun vise à « comprendre comment il est possible, ici et maintenant, de pratiquer la psychanalyse dans les sciences de la littérature »; selon lui, cette enquête a « un propos méthodologique: comment se servir des instruments fournis par la psychanalyse pour lire une œuvre littéraire? » .

### Art et psychanalyse
Depuis les écrits de psychanalyse appliquée de Freud dans les domaines de la sculpture et de la peinture, la perspective est aussi en train d'évoluer aujourd'hui plutôt vers l'interaction de la psychanalyse avec l'art. Témoin, un numéro de la revue Cliniques méditerranéennes qui prend  pour thème: « La psychanalyse (sur)prise par l'art ».

#### Sculpture
En sculpture, l'écrit modèle de Freud en psychanalyse appliquée est l'étude sur le Moïse de Michel-Ange.
La revue Topique a consacré l'un de ses numéros au thème « Psychanalyse et sculpture » en 2008.

#### Peinture

Dans Un souvenir d'enfance de Léonard de Vinci (1910), Freud fonde son analyse sur La Vierge, l'Enfant Jésus et sainte Anne

En peinture, l'écrit modèle de Freud en psychanalyse appliquée est Un souvenir d'enfance de Léonard de Vinci. L'étude paraît dans le 7e cahier des Écrits de psychologie appliquée chez l'éditeur Deuticke.
.

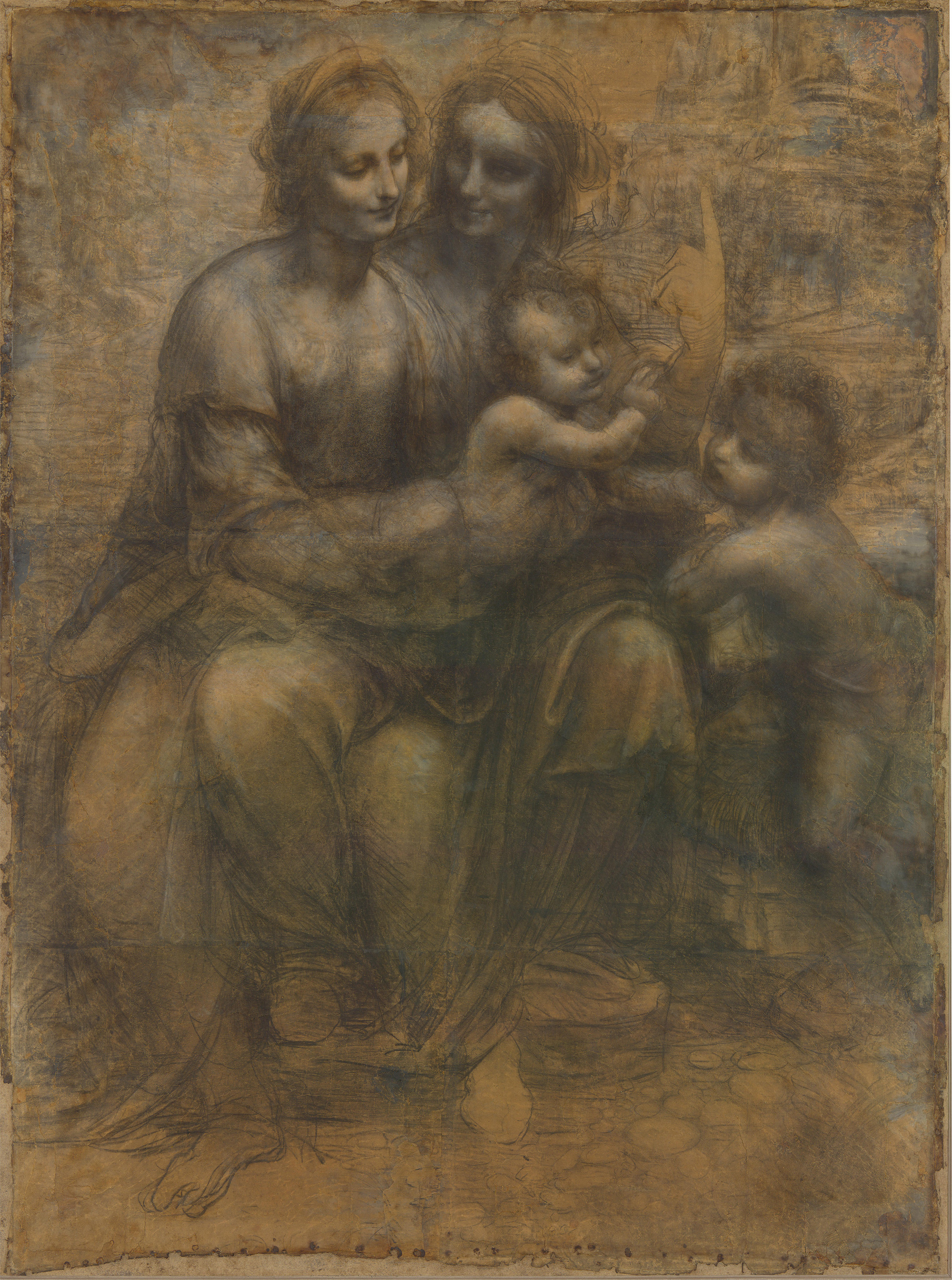
André Green, Révélations de l'inachèvement, Léonard de Vinci. À propos du carton de Londres de Léonard de Vinci(1992)

Aujourd'hui, l'interprétation freudienne du « vautour » au lieu du « milan » de Léonard n'a pas fini de faire question justement au regard de la « méthode » d'analyse employée en psychanalyse appliquée hors cure. « La prise en considération du fantasmatique dans la psychanalyse — en cure, hors cure — s'évanouit dans les nuées de l'arbitraire si elle ne s'étaye pas sur le respect de l'historique. », écrit J.-P. Maïdani-Gérard dans son livre Léonard de Vinci — Mythologie ou théologie? .

#### Musique
Il est assez connu que Freud n'était pas mélomane. Dans le domaine de la musique classique, il appréciait seulement Don Giovanni de Mozart. « Remettre en question l'anhédonie musicale de Freud » amène d'ailleurs des psychanalystes d'aujourd'hui « à envisager ses rapports — libidinalisés et conflictuels — à la voix, à la Chanson et même à l'Opéra ». On sait combien Freud aimait la chanteuse Yvette Guilbert qu'il eut l'occasion d'entendre et de rencontrer.
Les écrits psychanalytiques en interaction avec le domaine de la musique sont donc à chercher chez des auteurs contemporains comme Michel Schneider, ainsi que dans des revues comme Topique. Plusieurs numéros de cette revue sont consacrés à la musique; les deux numéros les plus récents font suite à un colloque de l'Association internationale Interactions de la psychanalyse qui eut lieu en 2014 axé sur l'écoute de Wagner:
- Topique, no  129, « Écouter la musique », 2014-15.
- Topique, no  128, « Entendre Wagner », 2014.
- Topique, no  120,  « La voix des passions », 2012.
- Topique, dans le no  109 sur « L'acte poétique », 2010: « L'interprétation selon Glenn Gould ».

#### Psychanalyse et cinéma

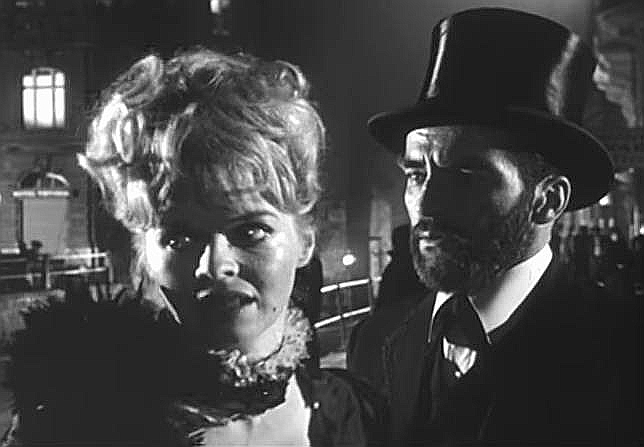
Freud, passions secrètes (1962) de John Huston

Cinéma et psychanalyse naissent en même temps au début du XXe siècle.
Ce serait dans cette rencontre de la psychanalyse avec « le septième art », vis-à-vis de laquelle Sigmund Freud exprimait sa réticence, que l'interaction de la psychanalyse avec le domaine de l'image montrerait à quel point la psychanalyse est elle-même devenue un objet culturel. De même que le cinéma est devenu aussi un outil de communication pour les psychanalystes: « Art du cinéma et psychanalyse se regardent et s’écoutent, nouant l’intime, le social et le politique ».
Des cinéastes prennent la psychanalyse, spécialement le personnage du psychanalyste thérapeute derrière son divan, pour objet. Et des psychanalystes écrivent « hors cure » sur le cinéma, tournent eux-mêmes des films ou accueillent des cinéastes, plus spécialement à l'occasion de l'application psychothérapique de la psychanalyse dans le cadre de certaines institutions accueillant des psychotiques.